# فهرست فیلسوفان اهل روسیه
فلسفهٔ روسی جنبش‌های فلسفی متنوعی را در بر می‌گیرد. در زیر فهرستی از نویسندگانی که در شکل‌گیری آن سهیم بوده‌اند بر پایهٔ جنبش فلسفی آمده‌است.
اگرچه بیشتر مؤلفانی که در فهرست زیر آمده‌اند فیلسوف هستند، اما برخی از داستان‌نویسان اهل روسیه مانند تولستوی و داستایفسکی نیز به عنوان فیلسوف شناخته شده‌اند، در فهرست آمده‌است.
فلسفهٔ روسی به عنوان یک موجودیت مجزا در سدهٔ ۱۹م آغاز شد، و از ابتدا توسط مخالفان غربی‌سازی که از پیروی روسیه از مدل‌های اقتصادی و سیاسی غربی هواداری می‌کردند، و نیز اسلاووفیل‌ها که بر توسعهٔ روسیه به عنوان یک تمدن منحصربفرد پافشاری می‌کردند تعریف شد. این گروه دوم افرادی مانند نیکولای دانیلفسکی و کنستانتین لئونتیف را شامل می‌شد که پایه‌گذاران اولیهٔ اوراسیاگرایی بودند. بحث جایگاه روسیه در جهان تاکنون مهم‌ترین ویژگی فلسفهٔ روسیه بوده‌است.
فلسفهٔ روسی در گسترش‌های بعدی‌اش به‌وسیلهٔ پیوند ژرف‌اش با ادبیات و علاقه به خلاقیت، جامعه، سیاست و ملی‌گرایی مشخص شده‌است، و کیهان و دین نیز از دیگر موضوع‌های شاخص در آن بوده‌اند.
از فیلسوفان شاخص سدهٔ ۱۹ و ۲۰ می‌توان به ولادیمیر سولوویف، واسیلی روزانوف، لف شستوف، لئو تولستوی، سرگئی بولگاکوف، پاول فلورنسکی، نیکولای بردیایف، پیتیریم سوروکین و ولادیمیر ورنادسکی اشاره کرد.
از اوایل دههٔ ۱۹۲۰ تا دههٔ ۱۹۸۰ مارکسیسم بر فلسفهٔ روسی چیرگی پیدا کرد و زمینهٔ بحث در رابطه با آن محدود شد. گفته می‌شود که تصفیه‌های استالینی ضربهٔ مرگباری به فلسفهٔ روسی وارد کرد و تعداد انگشت‌شماری از فیلسوفان مخالف بودند که به مانند الکسی لوسف از آن دوره زنده بیرون آمدند. پس از مرگ استالین در سال ۱۹۵۳ بار دیگر راه برای پیدایش مکاتب جدید فلسفی باز شد و جریان‌هایی مانند حلقهٔ منطقی مسکو و مکتب نشانه‌شناسی تارتو-مسکو ظهور پیدا کردند.

## روشنگری روسی
- واسیلی تاتیشچف (۱۷۵۰-۱۶۶۸)
- میخائیل شچرباتوف (۱۷۹۰-۱۷۳۳)
- آندری بولوتوف (۱۸۳۳-۱۷۳۸)
- الکساندر رادیشچف (۱۸۰۲-۱۷۴۹)

## اسلاووفیل‌هاوپوچونیچستوو
- ایوان کیریفسکی (۱۸۵۶-۱۸۰۶)
- الکسی خومیاکوف (۱۸۶۰-۱۸۰۴)
- ولادیمیر اودوئفسکی (۱۸۶۹-۱۸۰۳)
- کنستانتین آکساکوف (۱۸۶۰-۱۸۱۷)
- یوری سامارین (۱۸۷۶-۱۸۱۹)
- فیودور تیوتچف (۱۸۷۳-۱۸۰۳)
- نیکولای دانیلفسکی (۱۸۸۵-۱۸۲۲)
- نیکولای استراخوف (۱۸۹۶-۱۸۲۸)
- فیودور داستایفسکی (۱۸۸۱-۱۸۲۱) هنرمند و فیلسوف مذهبی (نک: نیکلای بردیایف)
- کنستانتین پوبدونوستسف (۱۹۰۷-۱۸۲۷)
- کنستانتین لئونتیف (۱۸۹۱-۱۸۳۱)
- ایوان ایلین (۱۹۵۴-۱۸۸۳)

## نمادگراییروسی
- دمیتری مرژکوفسکی (۱۹۴۱-۱۸۶۶)
- زینایدا گیپیوس (۱۹۴۵-۱۸۶۹)
- والری بریسوف (۱۹۲۴-۱۸۷۳)
- کنستانتین بالمونت (۱۹۴۲-۱۸۶۷)
- مکس وولوشین (۱۹۳۲-۱۸۷۷)
- وسولد مایرهولد (۱۹۴۰-۱۸۷۴)
- الکساندر بلوک (۱۹۲۱-۱۸۸۰)
- آندری بلی (۱۹۳۴-۱۸۸۰)
- ویاچسلاو ایوانویچ ایوانف (۱۹۴۹-۱۸۶۶)
- ایننوکنتی آننسکی (۱۹۰۹-۱۸۵۵)
- فیودور سولوگوب (۱۹۲۷-۱۸۶۳)

## غربی‌سازان
- پیوتر چادائف (۱۸۵۶-۱۷۹۴)
- نیکولای استانکویچ (۱۸۴۰-۱۸۱۳)
- ویساریون بلینسکی (۱۸۴۸-۱۸۱۱)
- آلکساندر هرتسن (۱۸۷۰-۱۸۱۲) پدر سوسیالیسم روسی

## اثبات‌گراییروسی
- پیتر لاوروویچ لاوروف (۱۹۰۰-۱۸۲۳)
- گریگوری ویوروبوف (۱۹۱۳-۱۸۴۳)
- اوگنی دو روبرتی (۱۹۱۵-۱۸۴۳)
- نیکولای میخایلوفسکی (۱۹۱۰-۱۸۴۲)
- کنستانتین کاولین (۱۸۸۵-۱۸۱۸)
- ماتوی ترویتسکی (۱۸۹۹-۱۸۳۵)
- نیکولای کاریف (۱۹۳۱-۱۸۵۰)
- نیکولای کورکونوف (۱۹۰۴-۱۸۵۳)

## کیهان‌گرایی روسی
- نیکولای فیودوروف (۱۹۰۳-۱۸۲۹) توسط ن. او. لوسکی در درجهٔاول به عنوان یک فیلسوف مسیحی در نظر گرفته شده‌است.
- نیکلای رریخ (۱۹۴۷-۱۸۷۴)
- ولادیمیر ورنادسکی (۱۹۴۵-۱۸۶۳)
- کنستانتین تسیولکوفسکی (۱۹۳۵-۱۸۵۷)
- آلکساندر چیژفسکی (۱۹۶۴-۱۸۹۷)
- ویکتور اسکومین ( -۱۹۴۸)

## علم غیب‌گرایی
- نیکولای نوویکوف (۱۸۱۸-۱۷۴۴)
- هلنا بلاواتسکی (۱۸۹۱-۱۸۳۱)
- گئورگ گورجیف (۱۹۴۹-۱۸۷۲)
- پی. دی. آسپنسکی (۱۹۴۷-۱۸۷۸)

## معرفت‌شناسان،منطق‌دانانومتافیزیک‌گرایان
- بوریس چیچرین (۱۹۰۴-۱۸۲۸)
- نیکولای دبولسکی (۱۹۱۸-۱۸۴۲)
- پاول باکونین (۱۹۰۰-۱۸۲۰)
- میخائیل کارینسکی (۱۹۱۷-۱۸۴۰)
- نیکولای گروت (۱۸۹۹-۱۸۵۲)
- سرگئی نیکولاویچ تروبتسکوی (۱۹۰۵-۱۸۶۲)

## فهرستآنارشیست‌هایاهل روسیه
- میخائیل باکونین (۱۸۷۶-۱۸۱۴) که به عنوان نظریه‌پرداز ماده‌باوری و نیهیلیسم نیز مطرح است.[۱]
- لئو تولستوی (۱۹۱۰-۱۸۲۸) که برخی او را بزرگ‌ترین رمان‌نویس اهل روسیه دانسته‌اند
- پتر کروپوتکین (۱۹۲۱-۱۸۴۲) معروف به شاهزادهٔآنارشیست، یا پدر آنارشیسم

## ماده‌باورانونیهیلیست‌ها
- نیکلای چرنیشفسکی (۱۸۸۹-۱۸۲۸)
- دیمیتری پیسارف (۱۸۶۸-۱۸۴۰)
- ایوان سچنوف (۱۹۰۵-۱۸۲۹)

## سوسیالیست‌هاومارکسیست‌ها
- گئورگی پلخانف (۱۹۱۸-۱۸۵۶) نخستین اندیشمند مارکسیست اهل روسیه
- ولادیمیر لنین (۱۹۲۴-۱۸۷۰) بنیان‌گذار لنینیسم
- الکساندر بوگدانف (۱۹۲۸-۱۸۷۳)
- لئون تروتسکی (۱۹۴۰-۱۸۷۹) بنیان‌گذار تروتسکیسم
- سوفیا یانوفسکایا (۱۹۶۶-۱۸۹۶)
- آلکساندر زینوویف (۲۰۰۶-۱۹۲۲)
- اوالد ایلینکوف (۱۹۷۹-۱۹۲۴)

## فیلسوفان مسیحی
پیش از ولادیمیر سولویوف:
- پامفیل یورکویچ (۱۸۷۴-۱۸۲۶)
- ویکتور کودریاوتسف-پلاتونوف (۱۸۹۱-۱۸۲۸)
- ولادیمیر سولویوف (۱۹۰۰-۱۸۵۳) از وی به عنوان کسی یاد می‌شود که نخستین بار یک نام جامع کامل را در فلسفهٔ روسی ایجاد کرد.[۲]
- واسیلی روزانوف (۱۹۱۹-۱۸۵۶)
- فیودور داستایفسکی (۱۸۸۱-۱۸۲۱) به عنوان یک اگزیستانسیالیست نیز در نظر گرفته شده‌است.
- سرگئی بولگاکوف (۱۹۴۴-۱۸۷۱)
- نیکلای بردیایف (۱۹۴۸-۱۸۷۴) به عنوان یک اگزیستانسیالیست نیز در نظر گرفته شده‌است.
- لئو تولستوی (۱۹۱۰-۱۸۲۸) به عنوان یک آنارشیست و نیز بزگ‌ترین رمان‌نویس اهل روسیه نیز در نظر گرفته شده‌است

## متألهانمسیحیت ارتدکس
- گئورگیس فلوروفسکی (۱۹۷۹-۱۸۹۳)
- میخائیل پومازانسکی (۱۹۸۸-۱۸۸۸)
- آلکساندر شممان (۱۹۸۳-۱۹۲۱)
- جان میندورف (۱۹۹۲-۱۹۲۶)
- ولادیمیر لاسکی (۱۹۵۸-۱۹۰۳)
- پاول فلورنسکی (۱۹۳۷-۱۸۸۲)

## اینتوئیتیویست-پرسونالیست‌ها
- نیکولای لاسکی (۱۹۶۵-۱۸۷۰)
- سمیون فرانک (۱۹۵۰-۱۸۷۷)
- آلکسی لوسف (۱۹۸۸-۱۸۹۳)
- لئو لوپاتین (۱۹۲۰-۱۸۵۵)
- دمیتری بولدیرف (۱۹۲۰-۱۸۸۵)
- ولادیمیر کوژونیکوف (۱۹۱۷-۱۸۵۲)

## اینتوئیتیویست-رئالیست‌ها
- آلکساندر اوگنیوف (۱۹۲۵-۱۸۸۴)
- پاول پوپوف (۱۹۶۴-۱۹۶۴)

## اگزیستانسیالیست‌ها
- فیودور داستایفسکی (۱۸۸۱-۱۸۲۱)
- لف شستوف (۱۹۳۸-۱۸۶۶)
- نیکلای بردیایف (۱۹۴۸-۱۸۷۴)

## زیبایی‌شناسان
- آلکسی لوسف (۱۹۸۸-۱۸۹۳)
- میخائیل باختین (۱۹۷۵-۱۸۹۵)

## تاریخ‌نگاران اندیشه
- آیزایا برلین (۱۹۹۷-۱۹۰۹)

## مطالعات جهانی
- آلکساندر ن. چوماکوف ( -۱۹۵۰)